# Megan Walker
Megan Kayla Walker (Richmond, 23 novembre 1998) è una cestista statunitense, professionista nella WNBA.

## Carriera
È stata selezionata dalle New York Liberty al primo giro del Draft WNBA 2020 (9ª scelta assoluta).